# Cooperativa de producció
Una cooperativa de producció (també anomenada cooperativa de treball associat) és aquella associació d'obrers per constituir una empresa de la qual són treballadors i propietaris alhora.